# Raise It Up
Raise It Up ist ein Song aus dem Soundtrack des Films Der Klang des Herzens (August Rush) aus dem Jahr 2007. Im Film wird er von der Schauspielerin Jamia Simone Nash und dem Impact Repertory Theatre vorgetragen.

## Verwendung im Film
August Rush (gespielt von Freddie Highmore) spaziert ziellos durch Harlem, als er plötzlich die Stimme einer jungen Solosängerin namens Hope (gespielt von Jamia Simone Nash) hört, die den Song Raise It Up singt. Rush fühlt sich inspiriert und lernt über Hope den Pastor Reverend James kennen, der sein weiteres Talent fördert.

## Hintergrund
Der Song wurde vom Impact Repertory Theatre gemeinsam geschrieben. Die Theatergruppe aus Harlem, deren Gründer Jamal Joseph der Black-Panther-Bewegung angehörte, war als Gospelchor engagiert und fragte bei der Regisseurin Kirsten Sheridan und bei Produzent Richard Barton Lewis an, ob sie den Song aus ihrem Segment auch selbst schreiben könnten. Die beiden stimmten zu und so entstand das Lied wie alle Songs des Theaters: als Gruppenarbeit. Produziert wurde der Song von Jamal Joseph und Charles Mack.
Die Songwriting-Credits komplizierten die Situation bei der Nominierung als Bester Song bei der Oscarverleihung 2008. Die Regularien der Academy of Motion Picture Arts and Sciences für Filmstücke sehen vor, dass nicht mehr als drei Personen für einen Oscar nominiert werden dürfen. Nominiert wurden letztlich Jamal Joseph, Charles Mack und Tevin Thomas.
Bei der Oscarverleihung wurde der Song vom Impact Repertory Theatre vorgetragen.